# 都市拡業
都市拡業株式会社（としこうぎょう）は、横浜市南区三春台に本社を置く、日本の水環境エンジニアリング企業である。

## 企業概要
「田尻組」として明治42年（1909年）に創業。現在は水改質機器製造販売や給水管の赤錆・赤水対策、水環境修復エンジニアリング、給排水衛生設備工事・メンテナンスなどを手掛けている。
拠点
横浜市（本社）
企業理念
共存共栄・共進化

## 沿革
- 明治42年（1909年） - 熊本県出身の田尻儀八が、横浜市元町（現在の横浜市中区元町）で「田尻組」として創業[1]。海運業と横浜市の委託清掃業を手掛けていた。
- 大正13年（1924年） - 本社を現在地に移転。
- 昭和15年（1940年） - 創業者・田尻儀八が死去[1]。2代目社長に田尻友作が就任。
- 昭和25年（1950年） - 「田尻組」の事業を継承する「横浜興業株式会社」を設立。
- 昭和32年（1957年） - 浄化槽の管理・清掃と給排水設備工事を目的とした「都市拡業」を設立。
- 昭和36年（1961年） - 横浜興業の海運部門を担当する「田尻海運株式会社」と委託清掃業の「田尻興業有限会社」に分社化する。
- 昭和44年（1969年） - 委託清掃業の権利を売却し、田尻興業を解散。
- 昭和60年（1985年） - 海運業から撤退し田尻海運を「田尻企業株式会社」に社名変更。主たる業務も不動産賃貸業となる。
- 平成元年（1989年） - 田尻友作が都市拡業の代表取締役を退任し、田尻惠保が後任になる。同時に田尻企業は「田尻友作株式会社」と社名変更する。
- 平成6年（1994年） - 水改質装置「ザ・バイオウォーター(THE BIOWATER)」の総販売元事業を始める。
- 平成10年（1998年） - ミレニアム構想プロジェクトとして、都市拡業の事業を水環境の総合エンジニアリングと定める。
- 平成13年（2001年） - 関連会社「株式会社エランビタール」を設立。
- 平成17年（2005年） - 横浜ビジネスグランプリで大賞を受ける。
- 平成22年（2010年） - 創業100周年記念事業としてハイブリッドミニ水改質システム「エランビタール」、自然素材を使った尿石対策のバイオ洗剤「BWアースクリーン」、水溶性切削油腐敗防止装置「アクアヴェリテ」の開発を完了する。
- 平成23年（2011年） - 横浜商工会議所から「創業100年企業表彰」を受ける[1]。ザ・バイオウォーター事業が製造・総販売元になる。
- 平成25年（2013年） - 横浜市から横浜知財みらい企業の認定を受ける。
- 平成29年（2017年） - 国土交通省の新技術情報提供システム（NETIS）に採用される[2]。第8回かながわ「産業Navi大賞」で奨励賞を受賞する[3]。

## 製品
- ザ・バイオウォーター（水改質装置）
- エランビタール（ハイブリッドミニ水改質システム）
- BWアースクリーン（尿石対策のバイオ洗剤）
- アクアヴェリテ（水溶性切削油腐敗防止装置）

## 特許
- 尿石除去剤（第5047385号）
- 処理液の測定装置（第3835761号）
- 水質改良器具（第1383078号）
- 水改質効果判定装置及び水改質効果判定方法（特願2013-22359）
- 改質水防錆効果判定装置及び改質水防錆効果判定方法（PCT/JP2014/002890）